# بير آغرين
بير آغرين (بالسويدية: Per Ågren)‏ هو لاعب كرة قدم سويدي في مركز الدفاع، ولد في 12 أبريل 1962 في السويد. لعب مع نادي مالمو ونادي هلسينغبورغ.